# Hans Jansen (theoloog)
Johannes Gerardus Bernardus (Hans) Jansen (Groenlo, 25 augustus 1931 – Heusden, 8 mei 2019) was een Nederlands uitgetreden rooms-katholiek priester, protestants theoloog, historicus en expert op het gebied van de studie van het antisemitisme.

## Levensloop
Jansen studeerde filosofie, geschiedenis en theologie.
Hij was van 1990 tot 2001 titularis van de James William Parkes-leerstoel voor de geschiedenis van christelijke literatuur over jodendom en Joden van de faculteit Letteren en Wijsbegeerte aan de Vrije Universiteit te Brussel. Sinds 2002 is hij verbonden aan het Simon Wiesenthal Centrum te Brussel, waar hij colleges geeft over de islamisering en globalisering van de Europese Jodenhaat en over de plaats van het jodendom in de grote filosofische systemen.
Hij is tevens de auteur van het standaardwerk Christelijke theologie na Auschwitz dat de theologische en kerkelijke wortels van het antisemitisme aan de kaak stelde en twee boeken die aantonen dat paus Pius XII en de Katholieke Kerk structureel hulp boden aan vervolgde Joden.
In 2005 schreef hij voor politieke en geestelijke leiders in Europa het essay Onderwijs van Palestijnse Autoriteit moedigt aan tot heilige oorlog tegen Israël (uitgave van Christians for Israël International) en The Education System of the Palestinian Authority is Inciting a Holy War against Israel (uitgave van European Coalition for Israel).
Hij staat bekend om zijn analyse dat de politieke en geestelijke leiders in Europa er alles aan doen om het alomtegenwoordige antisemitisme in het Midden-Oosten systematisch te verzwijgen of te bagatelliseren. Hierbij moet worden aangetekend dat Jansen ook het Palestijnse verzet tegen de Israëlische bezetting als een vorm van antisemitisme beschouwt. 
Vanwege zijn pro-Israël activiteiten ontving hij in 2005 de Israëlprijs van de World Zionist Organisation.
Het dagblad Trouw beschuldigde Jansen op dinsdag 13 februari 2007 (pag.3) van plagiaat naar aanleiding van een artikel van zijn hand dat op 10 februari verschenen was en dat handelde over de Amerikaanse ex-president Jimmy Carter. Jan Dirk Snel had de Trouw-redactie op dit plagiaat gewezen. Volgens Jansen zou het uitsluitend gaan om enkele voetnoten met verwijzingen die door redactioneel ingrijpen niet zouden zijn meegenomen. Trouw vermeldt uitdrukkelijk dat het niet gaat om arabist Jansen.
In 2010 publiceerde Jansen een studie over de visie van Erasmus op de Joden. Erasmus was uitgesproken negatief over de Joden en keerde zich ook tegen de toenemende belangstelling voor hun taal, het Hebreeuws. Volgens Jansen past dit niet in het traditionele beeld van deze humanist als pleitbezorger van tolerantie.
In oktober 2015 verscheen zijn boek Waarom mag Israël niet bestaan in het Midden-Oosten?.

## Naamgenoot
J.G.B. (Hans) Jansen wordt vaak verward met de arabist J.J.G. (Hans) Jansen (1942 - 2015).

## Werken
- Christelijke theologie na Auschwitz, drie delen, 1980-1985
- Diagnose van racisme en antisemitisme in Europa, 1994, Den Haag, Sdu Uitgeverij, 200 p., ISBN 90-12-06697-2
- Christelijke oorsprong van racistische jodenhaat, 1995, Kampen, Kok, 168 p., ISBN 90-242-2346-6
- Het Madagascarplan. De voorgenomen deportatie van Europese joden naar Madagascar,1996, Den Haag, SDU, 543 p., ISBN 9012081483
- De zwijgende paus ? Protest van Pius XII en zijn medewerkers tegen de jodenvervolging in Europa, 2000, Kampen, Kok, 858 p., ISBN 90-242-8529-1
- Pius XII. Chronologie van een onophoudelijk protest, 2003, Kampen, Kok, 335 p., ISBN 90-435-0736-9
- Onderwijs van Palestijnse Autoriteit moedigt aan tot heilige oorlog tegen Israël, 2005, Nijkerk, Chai-Pers,104 p., ISBN 90-73632-16-1
- Van jodenhaat naar zelfmoordterrorisme, 2006, Heerenveen, Groen, 1047 p., ISBN 90-5829-622-9
- Protest van Erasmus tegen renaissance van Hebreeuwse literatuur, 2010, Heerenveen, Jongbloed, 136 p., ISBN 978-90-5829-961-1
- Waarom mag Israël niet bestaan in het Midden-Oosten?, 2015, Heerenveen, Jongbloed,1048 p., ISBN 978-90-8897-109-9